# جيسيكا جوزيف
جيسيكا جوزيف (بالإنجليزية: Jessica Joseph)‏ هي راقصة على الجليد أمريكية، ولدت في 31 مارس 1982 في بلومفيلد هيلز في الولايات المتحدة.

## وصلات خارجية
- جيسيكا جوزيف على موقع الاتحاد الدولي للتزلج (الإنجليزية)
- جيسيكا جوزيف على موقع أوليمبيديا (الإنجليزية)